# بهم زنگ نزن
«بهم زنگ نزن» (به انگلیسی: Don't Call Me Up) ترانه‌ای از خوانندهٔ انگلیسی میبل می‌باشد که در نسخهٔ چاپ مجدد نخستین میکس‌تیپ وی تحت عنوان از پیچک تا رزها و نخستین آلبوم وی تحت عنوان انتظارات بالا قرار دارد. این ترانه در ۱۸ ژانویهٔ سال ۲۰۱۹ از سوی پالیدور رکوردز منتشر گردید. موزیک ویدئوی این ترانه تا ژوئن سال ۲۰۲۵ ۳۷۰ میلیون بازدید در یوتیوب داشته است و آن را به پربازدیدترین ویدیو این خواننده در این پلتفرم تبدیل کرده است.